# بخش شمال غربی دهلی
بخش شمال غربی دهلی (به انگلیسی: North West Delhi) یک بخش در هند است که در دهلی واقع شده‌است. بخش شمال غربی دهلی ۴۴۲٫۸۴ کیلومتر مربع مساحت دارد ۲۱۳ متر بالاتر از سطح دریا واقع شده‌است.